# Bukovac, Gradiška
Bukovac je naselje v občini Gradiška, Bosna in Hercegovina. 

## Deli naselja
Bukovac in Kolona.

## Prebivalstvo
| Pregled števila prebivalcev po letih | Pregled števila prebivalcev po letih | Pregled števila prebivalcev po letih | Pregled števila prebivalcev po letih | Pregled števila prebivalcev po letih | Pregled števila prebivalcev po letih |
| ------------------------------------ | ------------------------------------ | ------------------------------------ | ------------------------------------ | ------------------------------------ | ------------------------------------ |
| 1948                                 | 1953                                 | 1961                                 | 1971                                 | 1981                                 | 1991                                 |
| -                                    | -                                    | -                                    | 247                                  | 272                                  | 349                                  |

| Narodna sestava prebivalstva po letih                                                                                          | Narodna sestava prebivalstva po letih                                                                                            | Narodna sestava prebivalstva po letih                                                                                           |
| --- | --- | --- |
| 1971 | 1981 | 1991 |
| . skupaj: 247 Srbi 145 (58,70 %) Hrvati 59 (23,88 %) Muslimani 0 (0,00 %) Jugoslovani 0 (0,00 %) drugi in neznano 43 (17,40 %) | . skupaj: 272 Hrvati 65 (23,89 %) Srbi 64 (23,52 %) Muslimani 5 (1,83 %) Jugoslovani 105 (38,60 %) drugi in neznano 33 (12,13 %) | . skupaj: 349 Srbi 199 (57,02 %) Hrvati 58 (16,61 %) Muslimani 30 (8,59 %) Jugoslovani 33 (9,45 %) drugi in neznano 29 (8,30 %) |

Napomena: V letih 1971. in 1981., brez nekdanjih naselij: Batar in Bukvik, ki so v teh letih bila samostojna naselja.